# Antoñito
Antonio Ramiro Pérez, más conocido como Antoñito (Sevilla, 2 de febrero de 1978), es un exfutbolista andaluz nacido en el barrio sevillano del Polígono de San Pablo. Jugaba habitualmente de delantero centro aunque también como interior o mediapunta.

## Clubes
| Club                 | País   | Temporada  | Categoría               | Partidos | Goles |
| -------------------- | ------ | ---------- | ----------------------- | -------- | ----- |
| Sevilla juvenil B    | España | 1997-1998  | Liga Nacional Juvenil   | 30       | 44    |
| Sevilla juvenil      | España | 1998-1999  | Disión de Honor juvenil | 36       | 27    |
| Sevilla "C".         | España | 1999-2000  | Primera Andaluza        | 27       | 23    |
| Sevilla Atlético.    | España | 2000-2001  | Tercera División        | 35       | 40    |
| Sevilla FC           | España | 2000-2002  | Segunda División        | 5        | 4     |
| Sevilla FC           | España | 2000-2002  | Primera División        | 10       | 7     |
| RC Recreativo        | España | 2001-2002  | Segunda División        | 18       | 7     |
| Sevilla FC           | España | 2002-2005  | Primera División        | 32       | 7     |
| Sevilla FC           | España | 2002-2005  | Primera División        | 28       | 12    |
| Sevilla FC           | España | 2002-2005  | Primera División        | 23       | 8     |
| Racing de Santander  | España | 2005-06    | Primera División        | 32       | 8     |
| Real Murcia          | España | 2006- 2007 | Segunda División        | 34       | 7     |
| Xerez CD             | España | 2007-2011  | Segunda División        | 31       | 5     |
| Xerez CD             | España | 2007-2011  | Segunda División        | 37       | 15    |
| Xerez CD             | España | 2007-2011  | Primera División        | 25       | 3     |
| Xerez CD             | España | 2007-2011  | Segunda División        | 25       | 3     |
| CD Atlético Baleares | España | 2011-2012  | Segunda División B      | 36       | 10    |
| San Fernando CD      | España | 2012-2013  | Segunda División B      | 25       | 27    |

## Palmarés
Ha conseguido cuatro ascensos a Primera División a lo largo de su carrera con cuatro clubes distintos: Sevilla FC (2000/2001), Recreativo de Huelva (2001/2002), Real Murcia (2006/2007) y Xerez CD (2008/2009).

### Campeonatos nacionales
| Título               | País   | Club                 | Temporada |
| -------------------- | ------ | -------------------- | --------- |
| Copa del Rey Juvenil | España | Sevilla FC Juvenil   | 1998-1999 |
| Tercera División     | España | Sevilla Atlético     | 2000-2001 |
| Segunda División     | España | Sevilla FC           | 2000-2001 |
| Segunda División     | España | Recreativo de Huelva | 2001-2002 |
| Segunda División     | España | Real Murcia          | 2006-2007 |
| Segunda División     | España | Xerez CD             | 2008-2009 |

## Retiro
En el final de la temporada 2012/2013, tras finalizar su contrato con el San Fernando CD, decide retirarse del fútbol.